# صبغاء (محوت)
صبغاء منطقة سكنية تقع في ولاية محوت، التابعة لمحافظة الوسطى في سلطنة عمان. يقدر عدد سكانها بـ 6 نسمة حسب إحصاء عام 2010 التابع للمركز الوطني للإحصاء والمعلومات الحكومي. رمز المنطقة هو 110230252.

## الوصلات الخارجية
- المركز الوطني للإحصاء والمعلومات، سلطنة عمان